# Lista Conjunta
La Lista Conjunta (en hebreo: הָרְשִׁימָה הַמְּשֻׁתֶּפֶת‎: , HaReshima HaMeshutefet; árabe: en árabe: القائمة المشتركة‎, al-Qa'imah al-Mushtarakah) fue una alianza política variable de tres o cuatro partidos eminentemente árabes en Israel—Jadash, Lista Árabe Unida, Balad, y Ta'al. Llegó a ser el tercer partido más grande del Knéset (parlamento israelí) durante su vigésimo tercera legislatura, con 15 diputados, pero las constantes tensiones entre partidos políticos tan variados llevaron a su división y a la participación en solitario de varios de sus integrantes. La Lista Árabe Unida dejó la alianza el 28 de enero de 2021, y Balad se escindió para las elecciones israelíes de 2022, lo que supuso la disolución de la alianza.
A mediados de 2025, la prensa israelí informó de que se estaban produciendo reuniones entre los miembros de los cuatro partidos para reeditar la Lista Conjunta en un contexto de amplio descontento por las acciones del gobierno israelí durante la guerra de Gaza.

## Historia

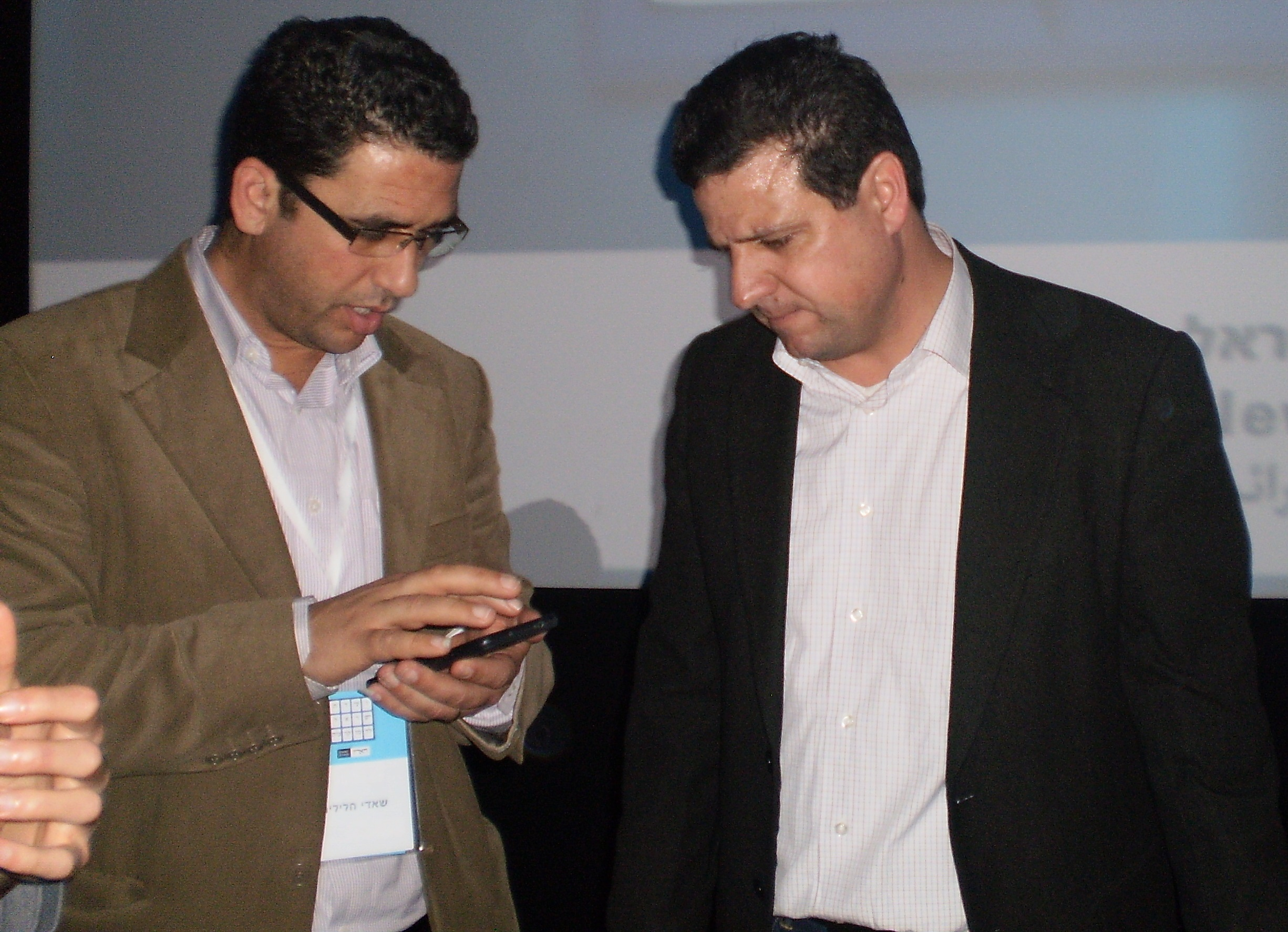
Ayman Odeh y Shady Haliya

La Lista Conjunta se formó en el contexto de las elecciones parlamentarias de Israel de 2015 como una alianza de Balad, Jadash, Ta'al y la Lista Árabe Unida (la rama sur del Movimiento Islámico). La rama norte de dicho movimiento denunció todo el proceso electoral.
El acuerdo entre las partes se firmó el 22 de enero, marcando un hito al tratarse de la primera vez que los principales partidos árabes concurrían a unas elecciones en una lista única. Balad, Jadash y la Lista Árabe Unida habían participado por separado en las elecciones desde los años noventa (Balad y Jadash fueron juntos en 1996), mientras que Ta'al había concurrido en alianza con los otros tres partidos durante distintos momentos entre 1990 y 2010. Sin embargo, la subida del umbral electoral del 2% al 3,25% llevó a los partidos a crear una alianza para aumentar sus posibilidades de sobrepasar el umbral, ya que tanto Jadash como Balad habían recibido menos del 3% del voto en las elecciones de 2013. Al principio, los partidos consideraron presentarse en dos bloques (Jadash con Ta'al, y Balad con el Movimiento Islámico), pero representantes de los partidos comentaron que la presión del público árabe les empujó a unir fuerzas.
La lista de la alianza para las elecciones de 2015 estuvo encabezada por Ayman Odeh, el recién elegido líder de Jadash, seguido de Masud Ghnaim (Movimiento Islámico), Jamal Zahalka (Balad) y Ahmad Tibi (Ta'al), con los siguientes puestos repartidos entre Jadash, el Movimiento Islámico y Balad. Los puestos que iban del duodécimo al decimocuarto estuvieron sujetos a acuerdos de rotación entre los partidos. Así, el abogado Osama Sa'adi de Ta'al obtuvo el duodécimo escaño.
En enero de 2019, Ahmed Tibi, el líder de Ta'al, anunció que su partido abandonaría la coalición, y poco después el resto de partidos decidieron disolverla de manera definitiva. A las elecciones de abril de 2019, los cuatro partidos que conformaron la Lista Conjunta concurrieron en dos coaliciones formadas por Jadash y Ta'al de un lado y Balad y la Lista Árabe Unida por otro.
Los malos resultados en estas elecciones empujaron a los cuatro partidos a volver al diálogo con el fin de reeditar la Lista Conjunta. El porcentaje de voto bajó del 10,61% al 7,82%, mientras que los escaños descendieron igualmente, de los 13 que obtuvieron en 2015 a tan solo 10 en abril de 2019. Ante la convocatoria de elecciones anticipadas en septiembre de 2019, las negociaciones para la conformación de la alianza electoral llevaron a la declaración, el 30 de julio, de la unión de Jadash, Ta'al y la Lista Árabe Unida, a la cual se unió al día siguiente Balad. En estas elecciones, la reunificación de la alianza electoral supuso un nuevo impulso del voto: la participación entre la comunidad árabe palestina de Israel creció más de un 10% y la Lista Conjunta recuperó los 13 escaños que había obtenido en 2015. Unas nuevas elecciones anticipadas tuvieron lugar el 2 de marzo de 2020 y la Lista Conjunta volvió a crecer, obteniendo 15 diputados y el 12,61% del voto y consolidándose así como la tercera fuerza política del parlamento israelí.
La Lista Conjunta se presentó a las elecciones de 2021 sin la participación de la Lista Árabe Unida (Ra'am), quienes se habían retirado de la alianza varios meses antes de la cita electoral. La caída de la participación de la población de origen palestino, la escisión de Ra'am y la mejora de los partidos políticos judíos de izquierdas (Meretz y el Partido Laborista) desembocaron en una debacle electoral en la que solo se obtuvieron el 4,81% de los votos y 6 escaños.
En las elecciones de 2022, una serie de disputas internas llevaron a la salida de la alianza de Balad, por lo que los dos partidos restantes, Jadash y Ta-al, concurrieron a las elecciones unidos pero no con la marca electoral de la Lista Conjunta. La alianza Jadash-Ta'al obtuvo 5 escaños, mientras que Balad no obtuvo representación al no superar el umbral del 3,25% de los votos necesario para acceder al Kneset.

## Políticas e ideología

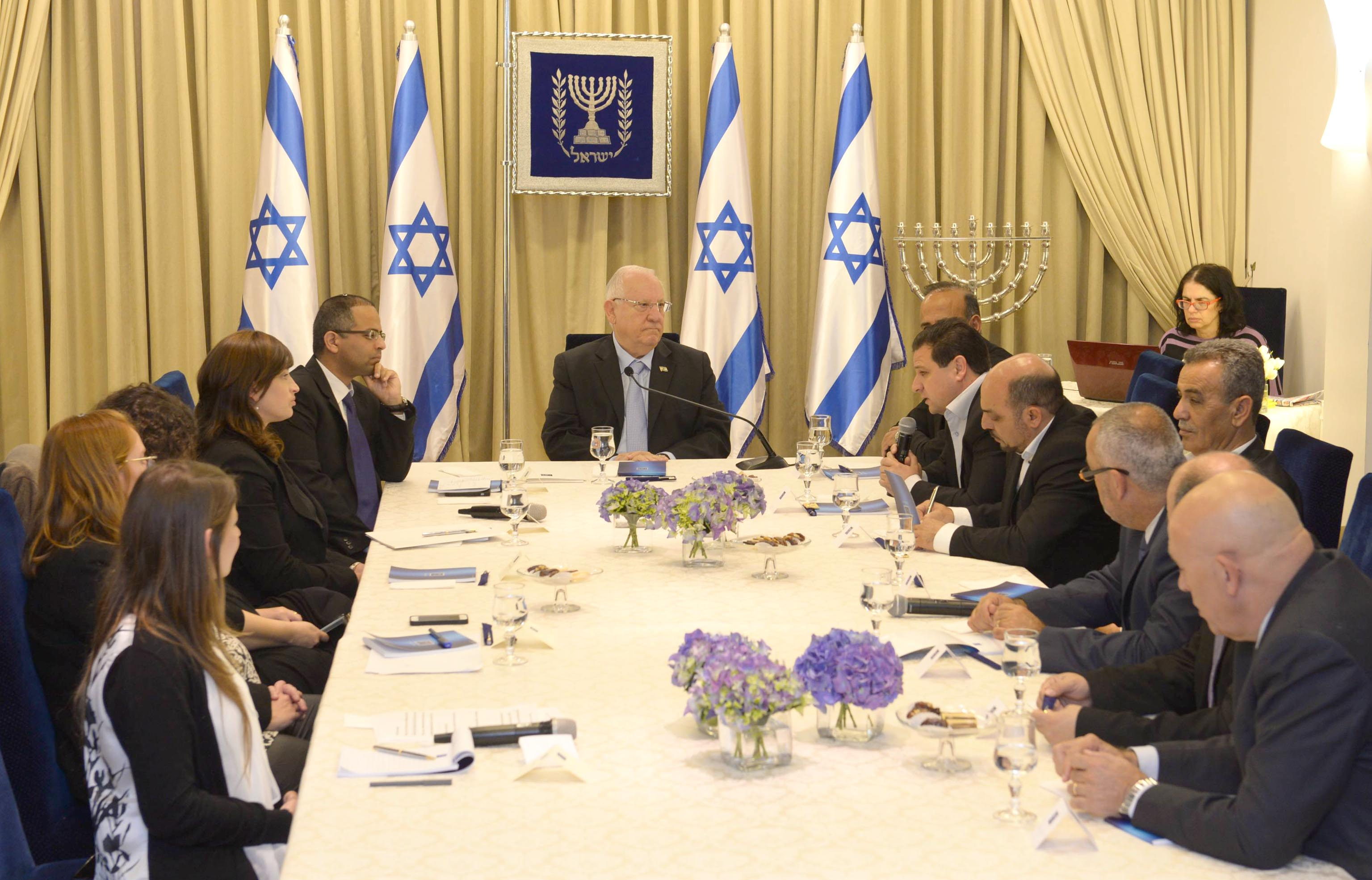
La Lista Conjunta en el proceso de consultas del Presidente de Israel Reuven Rivlin después de las elecciones parlamentarias de 2015

En un artículo de opinión escrito en The New York Times, el líder de la Lista Conjunta, Ayman Odeh, repasaba las principales propuestas políticas de su partido para las elecciones de septiembre de 2019:
- Recursos económicos para hacer frente a la ola de crímenes que azota a la comunidad árabe en Israel.
- Igualdad entre las localidades árabes y las judías del Estado de Israel en términos de planificación urbana y vivienda.
- Mayor acceso al sistema sanitario para las comunidades de origen palestino.
- Subida de las pensiones para todos los ciudadanos.
- Creación y financiación de un plan para prevenir la violencia contra las mujeres.
- Incorporación legal al sistema administrativo israelí de los pueblos y ciudades no reconocidos, que carecen de acceso a las redes eléctricas y de agua corriente.
- Recuperación del proceso de paz para buscar una solución definitiva al conflicto palestino-israelí, que incluya el fin de la ocupación israelí de Palestina y la creación de un Estado de Palestina cuyas fronteras coincidan con la Línea Verde.
- Derogación de la Ley del Estado-nación que, en opinión de Odeh, "...rebaja oficialmente a la comunidad árabe palestina de Israel a la condición de ciudadanos de segunda clase."

La lista es muy diversa en lo ideológico e incluye a comunistas, socialistas, feministas, islamistas y nacionalistas palestinos. Después de haber unido a partidos con distintas agendas políticas, Odeh se reunió con activistas judíos de Jadash, incluyendo al antiguo portavoz del Knéset Avraham Burg, en un intento de despejar las preocupaciones en torno a la posibilidad de que la nueva alianza diluyese ciertos principios del partido como la igualdad de género.
La coalición no está unida en cuanto a la espinosa cuestión de la cooperación árabe-israelí, apoyada principalmente por Jadash. En marzo de 2015 (después de que la Unión Sionista hubiese firmado un acuerdo de voto compartido con Meretz, y Kulanu con Israel Beytenu), miembros de la Unión Sionista, Meretz y Yesh Atid exploraron la idea de que la Unión Sionista y Meretz revocaran su acuerdo para que la primera compartiese sus votos de sobra con Yesh Atid y Meretz con la Lista Conjunta, para fortalecer potencialmente el bloque de centro-izquierda en el Knéset. Sin embargo, la oferta causó disensiones en la Lista Conjunta; Jadash (incluidos Dov Khenin y el jefe de la Lista Ayman Odeh) y la Lista Árabe Unida apoyaban asociarse con Meretz, pero el Movimiento Islámico y sobre todo Balad se opusieron. Un análisis postelectoral demostró que ningún posible acuerdo entre estos partidos de centro-izquierda habría supuesto una diferencia significativa en el resultado final.

### Miembros
La Lista Conjunta estuvo formada por los cuatro principales partidos políticos de la población árabe-israelí. 

#### Hadash
Hadash era el partido más importante de la alianza. Su nombre corresponde a un acrónimo del Frente Democrático para la Paz y la Igualdad. Se creó en 1977 a partir de la unión de varios grupos de izquierdas, entre ellos el Maki (Partido Comunista de Israel). Se trata de un partido claramente de izquierdas cuyas principales posturas políticas son la solución de dos Estados para el conflicto palestino-israelí, la separación de Iglesia y Estado, la defensa firme del medio ambiente y una agenda de medidas socialdemócratas. El partido presta especial atención a la situación de los palestinos de Cisjordania, la Franja de Gaza y Jerusalén Este, con quienes no solo comparten un vínculo nacional y cultural sino también, en muchos casos, familiar.
A lo largo de los años, los parlamentarios de Jadash han sido musulmanes, cristianos, judíos y drusos, hombres y mujeres, y en su inmensa mayoría seculares. La principal base electoral de Jadash es la población urbana y secular árabe-israelí de las ciudades del norte de Israel. El líder de Jadash, Ayman Odeh, es también el líder de la Lista Conjunta. De los cuatro partidos que integran la Lista Conjunta, es el único que no tendría problemas para sobrepasar el umbral de 3,25% del voto en caso de que se presentase en solitario.
Tradicionalmente, Jadash ha mantenido una postura de cooperación y entendimiento entre las comunidades árabes y judías de Israel. En todas las listas electorales de Jadash ha figurado, al menos, un candidato judío que refleja el espíritu de cooperación intracomunitaria que caracteriza al partido. Dov Khenin, diputado judío de Jadash entre 2006 y 2019, estuvo cerca de ganar las elecciones por la alcaldía de Tel Aviv en 2008, en las que obtuvo el 34% del voto. En 1992, Jadash hizo historia al convertirse en el primer partido político de la minoría de árabe-israelí que apoyaba a un gobierno israelí, en este caso el de Isaac Rabin. En 2019, ya integrado en la Lista Conjunta, volvió a hacer historia al convertirse en el primer partido político de origen árabe-israelí que recomendaba a un candidato judío, en este caso Benny Gantz, para el puesto de primer ministro.

#### Balad

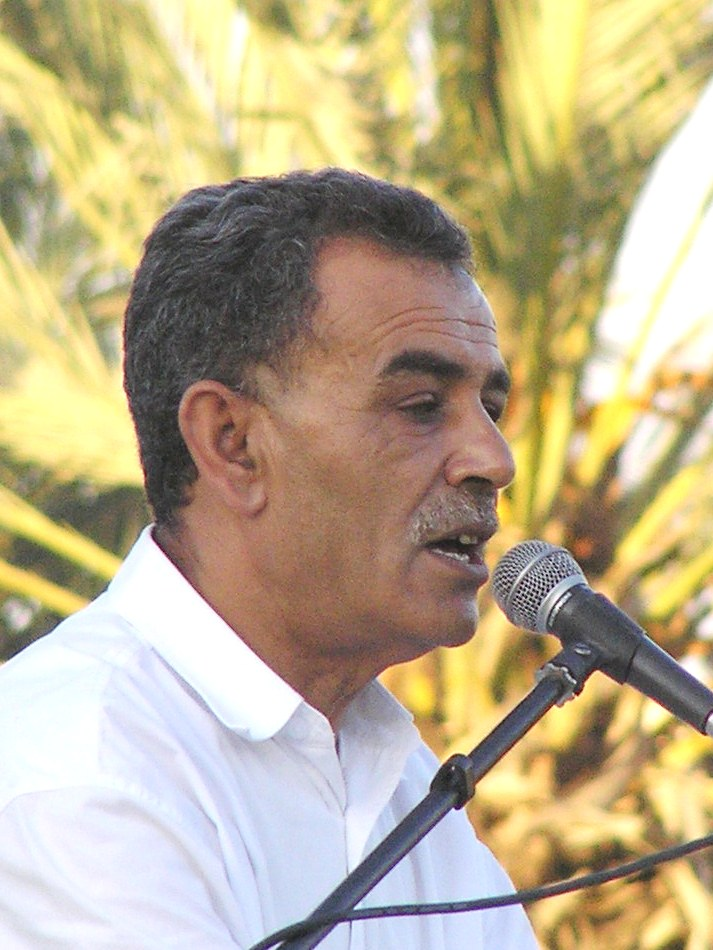
Jamal Zahalka, líder de Balad, uno de los cuatro partidos de la Lista Conjunta.

Balad, que es el acrónimo de la Alianza Democrática Nacional, es un partido nacionalista palestino creado en 1995 que defiende el establecimiento de un Estado de Palestina, la no cooperación con partidos o entidades sionistas, la transformación de Israel en un "Estado de todos sus habitantes" (por contraposición a su actual definición como «Estado-nación del pueblo judío»), la separación de Iglesia y Estado y el establecimiento de una agenda socialdemócrata. Balad es un partido secular integrado por políticos de todas las creencias, aunque liderado por israelíes de origen palestino. La base electoral de Balad es la misma que la de Jadash, si bien posee un mayor atractivo entre la población más joven.
Con una postura más radical que la de Jadash, la historia de Balad se ha caracterizado por numerosas polémicas con las principales instituciones de Israel. El líder y fundador del partido, Azmi Bishara, tuvo que huir de Israel tras ser acusado de colaborar con Hezbolá durante la Segunda Guerra del Líbano. Otros dos diputados de Balad han sido encarcelados durante su mandato como parlamentarios: Said Nafa, condenado por mantener contactos con un agente extranjero, y Basel Ghattas, por entregar teléfonos móviles a presos palestinos en cárceles israelíes. Otra parlamentaria de Balad, Haneen Zoabi, creó una fuerte polémica en Israel tras haber sido detenida en el Mavi Marmara, el barco que comandaba una flotilla de ayuda a la Franja de Gaza y que fue asaltado por comandos israelíes con resultado de 10 activistas muertos.

#### Lista Árabe Unida
La Lista Árabe Unida, también conocida con el acrónimo hebreo Ra'am, fue fundada en 1996 por la rama sur del Movimiento Islámico israelí. Dirigido por Hamad Abu Debas y Mansour Abbas, ambos de marcado carácter moderado, se trata de un partido político islamista que recientemente ha adoptado políticas encaminadas a aumentar la colaboración con los judíos y la participación política de la mujer. En las elecciones de 2020, dos mujeres ocupaban los puestos 4 y 5 de la lista electoral de Ra'am. Entre las posturas defendidas por Ra'am destacan la solución de dos Estados para el conflicto palestino-israelí, una mayor implicación de la religión en asuntos de Estado y políticas del bienestar social moderadas. La base electoral del partido está en las escuelas, instituciones benéficas e instituciones religiosas, entre otras. Aunque la mayoría de sus votantes provienen de la zona norte de Israel, también tiene una importante base electoral entre los beduinos del Néguev.

#### Ta'al

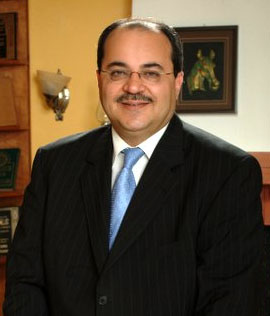
Ahmad Tibi, líder de Ta'al, uno de los cuatro partidos de la Lista Conjunta.

Ta'al tiene su origen en la Unión Árabe, creada en 1980 por Ahmad Tibi y posteriormente rebautizada como el Movimiento Árabe por la Renovación. Desde su primera participación electoral en 1999, en la que concurrió junto con Balad, Ta'al siempre ha participado en las elecciones como parte de una alianza de partidos. Ta'al defiende la solución de dos Estados, la separación de Iglesia y Estado y medidas económicas de centro. Su base electoral se halla en familias y clanes del norte de Israel, y es extremadamente popular entre los votantes árabes-israelíes más jóvenes. Muchos consideran a Ta'al como un partido de un solo hombre, Ahmad Tibi, cuya elevada popularidad entre los ciudadanos árabes-israelíes de Israel se ha mantenido estable durante las últimas décadas.

## Resultados electorales
| Año                | Líder      | Votos         | %     | Resultado | +/- | Gob       |
| ------------------ | ---------- | ------------- | ----- | --------- | --- | --------- |
| 2015               | Ayman Odeh | 446 583 (#3)  | 10,61 | 13/120    | 21  | Oposición |
| Septiembre de 2019 | Ayman Odeh | 470 211 (#3)  | 10,53 | 13/120    | 32  | Oposición |
| 2020               | Ayman Odeh | 577.355 (#3)  | 12,61 | 15/120    | 2   | Oposición |
| 2021               | Ayman Odeh | 211 048 (#10) | 4,81  | 6/120     | 9   | Oposición |

1: Comparado con los resultados combinados de Hadash, Balad y la Ra'am en 2013.

2: Comparado con los resultados combinados de Hadash-Ta'al y Ra'am-Balad en abril de 2019.

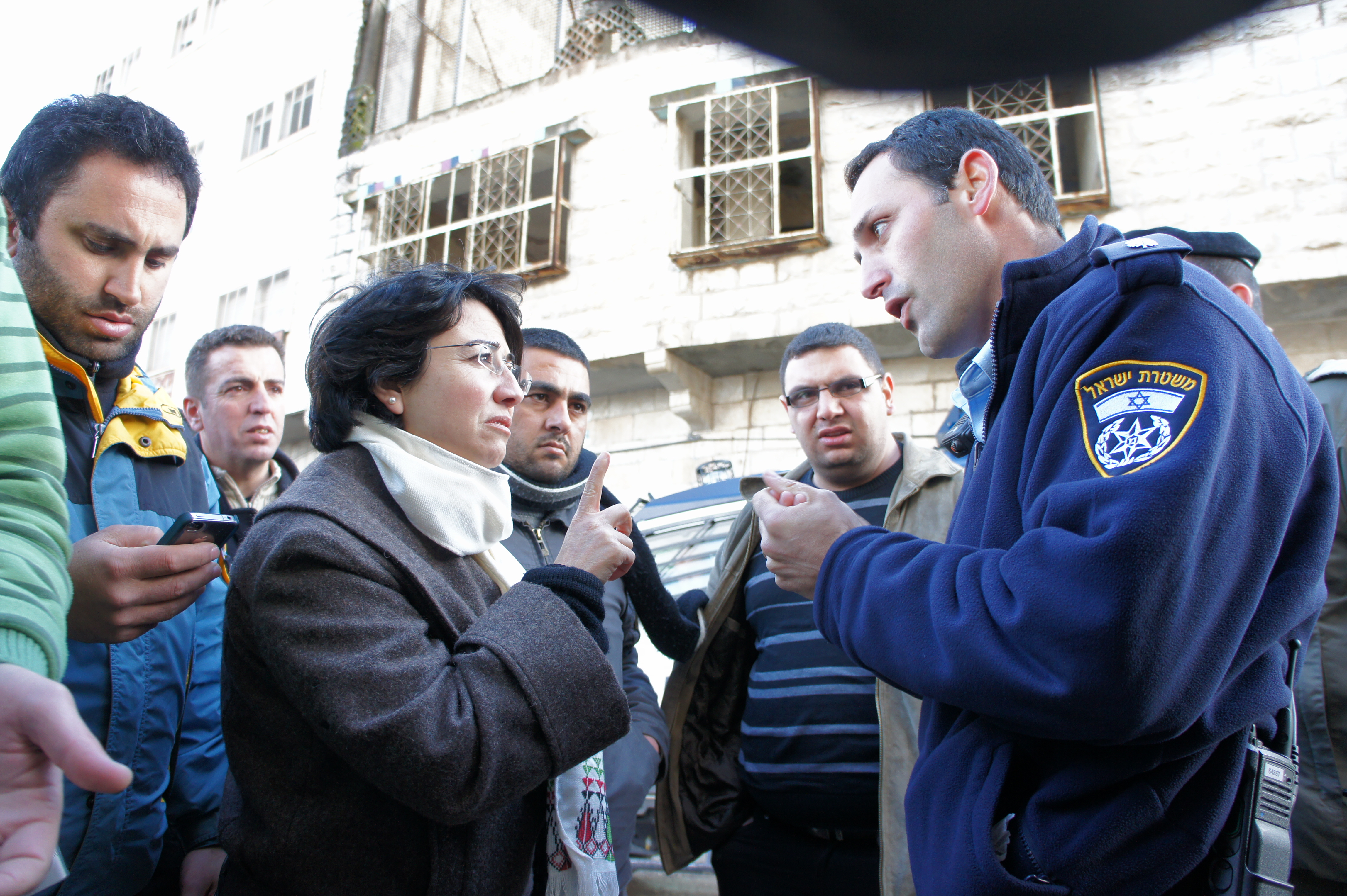
Haneen Zoabi, parlamentaria de la Lista Conjunta en la vigésima legislatura (2015-2019).

### Elecciones de 2015
La Lista Conjunta consiguió 13 escaños en las elecciones legislativas israelíes de 2015, obteniendo un 10,54% del voto total y convirtiéndose en la tercera fuerza política con más escaños del Knéset. Odeh intentará que su partido trabaje con la oposición judía de centro-izquierda sobre asuntos de común interés, buscando conseguir puestos en los comités parlamentarios claves.
Uno de los primeros movimientos del partido tras las elecciones fue intercambiar los dos puestos que le correspondían como tercer partido más grande en el Comité de Asuntos Exteriores y Defensa por dos puestos más en el Comité de Finanzas, con el objetivo de trabajar en los problemas económicos y de alojamiento que preocupan a sus votantes.

#### Resultados por municipio
En 2015, la Lista Conjunta obtuvo una mayoría aplastante de los votos en las zonas árabes del Estado de Israel, como en la ciudad de Nazaret, en la que consiguió más del 90% de los votos. El mínimo porcentaje de votos obtenido en Jerusalén cabe explicarse porque, pese a que Israel anexionó la parte árabe de Jerusalén en 1980 (movimiento declarado "nulo de pleno derecho" por Naciones Unidas), sus ciudadanos no tienen derecho a votar en las elecciones israelíes.
| Municipio | Porcentaje de Votos | Posición |
| --------- | ------------------- | -------- |
| Nazaret   | 92,23 %             | 1.º      |
| Haifa     | 8,27 %              | 5.º      |
| Tel Aviv  | 3,18 %              | 8.º      |
| Jerusalén | 1,24 %              | 11.º     |
| Beerseba  | 0,55 %              | 12.º     |

#### Miembros del Knéset

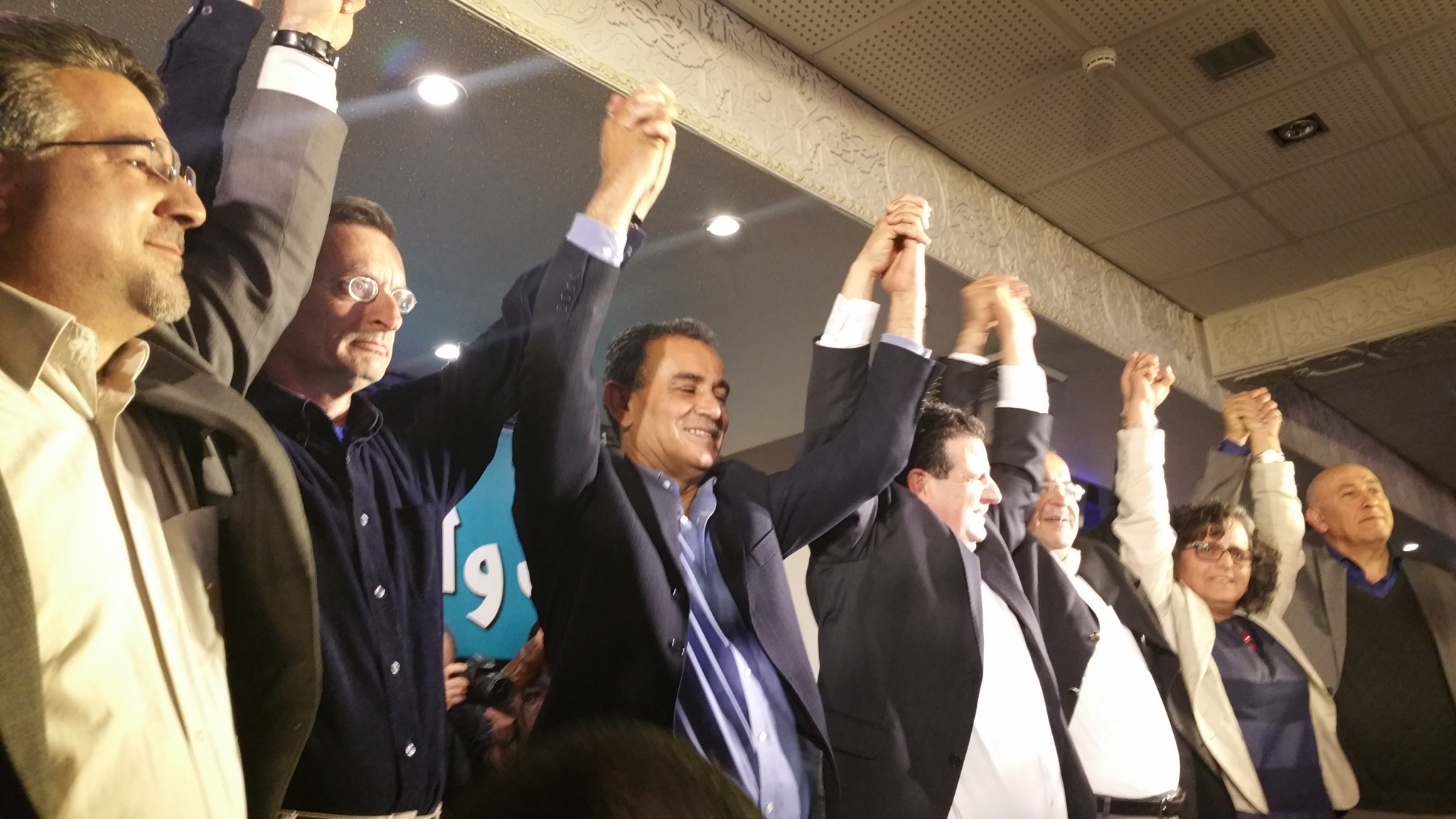
Parlamentarios de la Lista Conjunta en la noche de las elecciones de 2015. Entre otros, de izquierda a derecha, aparecen Dov Khenin (segundo), Jamal Zahalka (tercero), Ayman Odeh (cuarto) y Aida Touma-Sliman (sexta).

Los trece diputados elegidos para representar a la Lista Conjunta en el Knéset durante su vigésima legislatura fueronː 
| Nombre                  | Localidad | Profesión       | Legislaturas |
| ----------------------- | --------- | --------------- | ------------ |
| Ayman Odeh              |           | Abogado         | 1            |
| Talab Abu Arar          | Arara     | Abogado         | 2            |
| Abdullah Abu Maaruf     |           | Urólogo         | 1            |
| Masud Gnaim             | Sakhnin   | Profesor        | 3            |
| Basel Ghattas           | Kfar Rama | Ingeniero       | 2            |
| Abd Al Hakeem Haj Yahya | Taibeh    | Ingeniero civil | 1            |
| Yousef Jabareen         |           | Abogado         | 1            |
| Dov Khenin              | Tel Aviv  | Fiscal          | 4            |
| Osama Sa'adi            |           | Abogado         | 1            |
| Ahmad Tibi              | Taibeh    | Médico          | 6            |
| Aida Touma-Sliman       |           |                 | 1            |
| Jamal Zahalka           | Kfar Kara | Farmacéutico    | 5            |
| Haneen Zoabi            | Nazaret   | Psicóloga       | 3            |

### Elecciones de septiembre de 2019
Tras la reconstitución de la Lista Conjunta para las elecciones de septiembre de 2019, este partido volvió a recuperar la fuerza parlamentaria que obtuvo en 2015 y que había perdido en las elecciones fallidas de abril de 2019. La participación entre la comunidad de origen palestino creció más de un 10% y la Lista Conjunta obtuvo 470.211 votos y trece diputados, con lo que se convirtió en el tercer partido político del país en número de escaños, superado tan solo por Azul y Blanco (33 escaños) y por el Likud (31 escaños). Ante la posibilidad de que se formase un gobierno de gran coalición entre estos dos partidos que evitase un nuevo estancamiento institucional y una vuelta a las urnas, el líder de la Lista Conjunta, Ayman Odeh, resaltó que dicho gobierno lo convertiría en el líder de la oposición, un cargo oficial que otorga importantes beneficios políticos, tales como una línea directa con el primer ministro, el derecho a recibir a todos los jefes de Estado en visita oficial al país o una reunión periódica con los jefes de los servicios secretos (Mossad y Shabak) para recibir información reservada en materia de seguridad nacional.
El 22 de septiembre de 2019, tras las elecciones de septiembre de 2019, Odeh y la Lista Conjunta acordaron respaldar a Benny Gatz como primer ministro, siendo la primera vez que un partido árabe respalda a un candidato israelí para el cargo de primer ministro desde Isaac Rabin en 1992.

### Elecciones de febrero de 2020
En las elecciones del 2 de marzo de 2020, las terceras en menos de un año, la Lista Conjunta obtuvo los mejores resultados de su historia creció hasta los 15 diputados en el Knéset y el 12,61% del voto, lo que la consolidó como tercera fuerza política del Knéset. El crecimiento del partido se debió especialmente al aumento del voto en las localidades de origen palestino en Israel, en las que la tasa de participación fue del 49% en abril de 2019, el 59% en septiembre de 2019 y el 67% en marzo de 2020. Algunos estudios calculan que la Lista Conjunta obtuvo más del 87% del voto de los ciudadanos palestinos de Israel, así como más de 20.000 votos de judíos israelíes.

### Elecciones de marzo de 2021
Para las elecciones de marzo de 2021 se volvió a producir una escisión de la alianza, en este caso la del partido Ra'am de Mansour Abbas, que decidió presentarse a las elecciones por separado. Los primeros sondeos electorales proyectaban para la Lista Conjunta, ahora formada por Jadash, Balad y Ta'al, un total de 10 escaños, mientras que Ra'am obtendría 4 escaños, el mínimo para obtener representación parlamentaria según el sistema electoral israelí. Sin embargo, la baja participación del electorado de origen palestino y la escisión de la Lista Árabe Unida (Ra'am) causaron finalmente una debacle electoral que se tradujo en la pérdida de 9 escaños, situándose en 6.

## Controversias
El día de las elecciones, el primer ministro en funciones, Benjamín Netanyahu, exhortó a sus votantes a través de su página en las redes sociales a acudir a las urnas diciendo que "los árabes están acudiendo a votar en manada". Estas declaraciones fueron tildadas de racistas por numerosos miembros de la oposición y por diversos medios de comunicación, y el propio Netanyahu pidió perdón por ellas. La Lista Conjunta rechazó sus disculpas, asegurando que eran "palabras vacías" destinadas a mantener "su régimen racista" La diputada laborista Shelly Yachimovich dijoː "Imaginaos un primer ministro o presidente en cualquier democracia que advierta de que su gobierno está en peligro porque, por ejemplo, los votantes negros acuden en masa a las urnas. ¿Es horrendo, verdad?". El Washington Post comentaba que "es sorprendente que un primer ministro en funciones lamente la alta participación de los votantes". El entonces presidente de los Estados Unidos Barack Obama lo criticó asegurando que "ese tipo de retórica es lo opuesto a las que son las mejores tradiciones israelíes. El Departamento de Estado de Estados Unidos lamentó unas declaraciones que parecían "marginar a una parte de los votantes israelíes". También el presidente de Israel, Reuven Rivlin, lamentó las declaraciones de Netanyahu.
En las elecciones de abril de 2019, el partido derechista Likud del primer ministro Benjamin Netanyahu instaló cámaras de videovigilancia ocultas en los colegios electorales de la comunidad árabe-israelí. Aunque el objetivo declarado de esta medida era combatir un supuesto fraude electoral del que nunca se dio detalles, la propia empresa responsable de la colocación de las cámaras presumió en su página web de haber reducido la participación de los votantes árabes-israelíes por debajo del 50%. Los escaños de los partidos integrantes de la Lista Conjunta se redujeron de 13 a 10 en estas elecciones.
Cuando se repitieron las elecciones en septiembre de 2019, el fiscal general de Israel dictaminó que era ilegal instalar cámaras en los colegios electorales. El Likud trató entonces de aprobar una nueva ley que permitiese legalmente la medida, pero no obtuvo el respaldo necesario. Entonces anunció que había creado escuadrones de miles de voluntarios que vigilarían fuera de los colegios electorales árabes-israelíes. Aun así, por sorpresa, el día de las elecciones anunció que había instalado miles de cámaras con sistemas de reconocimiento facial a la entrada de los colegios electorales de las comunidades árabes-israelíes, aunque luego reconoció que las cámaras no disponían de esta tecnología. En cualquier caso, la medida no tuvo el efecto de abril y la participación de los árabes-israelíes aumentó más de un 10% con respecto a las elecciones de comienzos de año.
En la toma de posesión del escaño tras las elecciones parlamentarias de marzo de 2021, los diputados de la Lista Conjunta modificaron la fórmula tradicional con la que se comprometen a servir a Israel por otras fórmulas alternativas en las que se comprometían a luchar contra el apartheid, la ocupación y el racismo. En concreto, la diputada Aida Touma-Suleiman declaró: "me comprometo a luchar contra la ocupación", y el diputado Omar Cassif usó la fórmula "me comprometo a luchar contra el racismo y los racistas", en respuesta a la entrada en el Knéset del partido kahanista Poder Judío.